# Head On (Samson)
Head On è il secondo album della NWOBHM band Samson, uscito nel 1980 per la casa discografica GEM Records; si posizionò 34° nella classifica inglese. Questo è l'album dell'esordio per un cantante che sarebbe in seguito diventato uno tra i più apprezzati ed influenti in ambito heavy metal, Bruce Dickinson. Per supportare due singoli tratti da questo disco (Hard Times e Vice Versa) venne girato il video Biceps Of Steel, presso il Rainbow Theatre, della durata di circa 15 minuti diretto da Julien Temple che era una curiosa rivisitazione della storia di Sansone e Dalila. Nel 2001 è stata pubblicata una ristampa di Head On dalla Sanctuary Records con l'aggiunta di 2 tracce bonus: Angel With A Machine Gun (b-side del singolo di Hard Times) e Kingsway Jam (jam session registrata a Kingsway).
Tra i crediti di Thunderburst è citato anche il bassista degli Iron Maiden (all'epoca band "rivale", a livello di popolarità, dei Samson) Steve Harris, in quanto l'idea di base della canzone nacque nel periodo in cui Thunderstick suonava nei Maiden . Nell'album Killers degli Iron Maiden, uscito nel 1981, è infatti presente la canzone Ides of March che presenta molte assonanze con la stessa Thunderburst.

## Tracce
1. Hard Times - 4:42 -  (Samson, Aylmer, Purkis, Dickinson)
2. Take It Like A Man - 4:09 -  (Samson, Purkis, Aylmer, Dickinson)
3. Vice Versa - 4:44 -  (Samson, Aylmer, Purkis, Dickinson)
4. Manwatcher - 3:36 -  (Samson, Aylmer, Purkis, Dickinson)
5. Too Close To Rock - 3:36 -  (Samson, Aylmer, Dickinson, Purkis)
6. Thunderburst - 2:06 -  (Samson, S. Harris, Aylmer, Purkis, Dickinson)
7. Hammerhead - 3:39 -  (Samson, Purkis, Aylmer, Dickinson)
8. Hunted - 2:59 -  (Samson, Aylmer, Purkis, Dickinson)
9. Take Me To Your Leader - 3:48 -  (Samson, Aylmer, Purkis, Dickinson)
10. Walking Out On You - 6:35 -  (Samson, Aylmer, Purkis, Dickinson)

## Formazione
- Bruce Bruce (Bruce Dickinson) voce
- Paul Samson - chitarra
- Chris Aylmer - basso
- Thunderstick (Barry Purkis o Barry Graham) - batteria